# Bogusław Oblewski
Bogusław Oblewski (ur. 11 października 1957 w Kraśniku) – polski piłkarz i trener.

## Piłkarz
Oblewski grał na pozycji obrońcy. Swoją karierę rozpoczął w Stali Kraśnik. Barwy tego klubu reprezentował przez niemal 10 lat. W 1978 roku przeszedł do Legii Warszawa. W klubie tym nie zrobił jednak oszałamiającej kariery i z tego powodu po dwóch latach wyjechał do Poznania, by założyć koszulkę miejscowego Lecha. Z zespołem tym dwukrotnie zdobył tytuł mistrza Polski i raz wznosił puchar kraju. W poznańskim klubie kilka razy pokonywał również bramkarzy rywali. W 1984 roku przeniósł się do Lechii Gdańsk, w której rozegrał około 100 meczów zdobywając 3 bramki. Po 4 latach gry w Gdańsku wyemigrował do Szwecji, gdzie przywdział koszulkę IFC Delbso. W 1992 roku wrócił do Polski. Tym razem wstąpił do Stomilu Olsztyn. Z olsztyńskim klubem awansował do ekstraklasy, w której rozegrał jeszcze dwa sezony, po czym zakończył karierę.

## Trener
Karierę trenerską Oblewski rozpoczął w Stomilu Olsztyn, wówczas jeszcze I-ligowym. Następnie trenował takie kluby jak: Okęcie Warszawa, Gwardia Warszawa, Mazowsze Grójec, Ruch Wysokie Mazowieckie, Jeziorak Iława, Pomezania Malbork, Narew Ostrołęka. Od 2008 roku był trenerem Hutnika Warszawa. Był już zresztą trenerem tego zespołu w latach 2000–2001. Od 23 czerwca 2009 roku do 18 maja 2010 trenował Orkana Rumia (3 liga „Bałtycka”). Od sezonu 2011/2012 jest trenerem grającej IV lidze Mazowieckiej KS Żyrardowianki Żyrardów.